# 天主教弗洛里亚努教区
天主教弗洛里亞努教區（拉丁語：Dioecesis Florianensis），是巴西一個天主教教區，位於皮奧伊州西部，屬特雷西納總教區。
教區成立於2008年2月27日，2008年有教友173,799人，佔總人口89.9%。有十二個堂區、司鐸十六人。現任教區主教為弗拉基米爾·費雷拉·桑托斯。